# Полдінг (Огайо)
Полдінг (англ. Paulding) — селище (англ. village) в США, в окрузі Полдінґ штату Огайо. Населення — 3555 осіб (2020).

## Географія
Полдінг розташований за координатами 41°8′34″ пн. ш. 84°34′58″ зх. д. / 41.14278° пн. ш. 84.58278° зх. д. (41.142663, -84.582657).  За даними Бюро перепису населення США в 2010 році селище мало площу 6,38 км², з яких 6,12 км² — суходіл та 0,25 км² — водойми.

## Демографія
Згідно з переписом 2010 року, у селищі мешкало 3605 осіб у 1510 домогосподарствах у складі 957 родин. Густота населення становила 565 осіб/км².  Було 1718 помешкань (269/км²).
Расовий склад населення:
| - 91,6 % — білих - 2,4 % — чорних або афроамериканців - 0,3 % — корінних американців - 0,3 % — азіатів - 2,8 % — осіб інших рас |

До двох чи більше рас належало 2,6 %. Частка іспаномовних становила 8,5 % від усіх жителів.
За віковим діапазоном населення розподілялося таким чином: 25,2 % — особи молодші 18 років, 58,8 % — особи у віці 18—64 років, 16,0 % — особи у віці 65 років та старші. Медіана віку мешканця становила 38,4 року. На 100 осіб жіночої статі у селищі припадало 87,2 чоловіків;  на 100 жінок у віці від 18 років та старших — 82,0 чоловіків також старших 18 років.
Середній дохід на одне домашнє господарство  становив 47 395 доларів США (медіана — 38 988), а середній дохід на одну сім'ю — 55 591 долар (медіана — 49 858). За межею бідності перебувало 18,0 % осіб, у тому числі 26,1 % дітей у віці до 18 років та 8,6 % осіб у віці 65 років та старших.
Цивільне працевлаштоване населення становило 1605 осіб. Основні галузі зайнятості: виробництво — 28,2 %, освіта, охорона здоров'я та соціальна допомога — 17,9 %, роздрібна торгівля — 12,1 %, науковці, спеціалісти, менеджери — 8,2 %.